# Marta Wyka
Marta Wyka (* 7. Januar 1938 in Krakau) ist eine polnische Literaturhistorikerin und Literaturkritikerin. In ihren wissenschaftlichen Untersuchungen beschäftigt sie sich vorwiegend mit der polnischen Literatur des 20. Jahrhunderts.

## Leben
Wyka studierte Polonistik an der Jagiellonen-Universität in Krakau. 1961 debütierte sie als Literaturkritikerin in der Zeitschrift Współczesność. Sie war Mitbegründerin und Redakteurin der Monatsschrift Pismo. 1999 gründete sie den Lehrstuhl für Zeitgenössische Kritik (Katedra Krytyki Współczesnej) an der Jagiellonen-Universität, den sie bis 2009 leitete. Von 2007 bis 2009 war sie Jurymitglied des Nike-Literaturpreises.
Sie ist Chefredakteurin der Zeitschrift Dekada Literacka.

## Publikationen
- Gałczyński a wzory literackie, 1970
- Brzozowski i jego powieści, 1981
- Leopold Staff, 1985
- Głosy różnych pokoleń, 1989
- Szkice z epoki powinności, 1996
- Światopoglądy młodopolskie, 1996
- Krakowskie dziecko, 1998
- Punkty widzenia, 2000
- Niecierpliwość krytyki. Studia i szkice z lat 1961–2005, 2007
- Przypisy do życia, 2007
- Czytanie Brzozowskiego, 2012
- Napisane niedawno, 2018